# Фрутриџ Покит (Калифорнија)
Фрутриџ Покит (енгл. Fruitridge Pocket) насељено је место без административног статуса у америчкој савезној држави Калифорнија.

## Демографија
По попису из 2010. године број становника је 5.800.
| Група             | 2000.    | 2010.         |
| Белци             | 0 (0,0%) | 982 (16,9%)   |
| Афроамериканци    | 0 (0,0%) | 1.047 (18,1%) |
| Азијати           | 0 (0,0%) | 1.113 (19,2%) |
| Хиспаноамериканци | 0 (0,0%) | 2.345 (40,4%) |
| Укупно            | 0        | 5.800         |